# Agarakavan
Agarakavan (en arménien Ագարակավան ; anciennement Talishi Agarak) est une communauté rurale du marz d'Aragatsotn, en Arménie. Elle compte 1 036 habitants en 2009.